# Eric Wennström
Eric Wennström (né le 10 mars 1909 à Stockholm et mort le 8 octobre 1990 dans la même ville) est un athlète suédois, spécialiste du 110 mètres haies. 
Le 25 août 1929, à Stockholm, Eric Wennström établit un nouveau record du monde du 110 m haies en 14 s 4, améliorant de 2/10e l'ancienne meilleure marque mondiale détenue par le Sud-africain George Weightman-Smith.
Il participe aux Jeux olympiques de 1928, à Amsterdam, et s'incline au stade des demi-finales.